# Megachile exaltata
Megachile exaltata är en biart som beskrevs av Smith 1853. Megachile exaltata ingår i släktet tapetserarbin, och familjen buksamlarbin. Inga underarter finns listade i Catalogue of Life.